# Figurine (Kostüm)

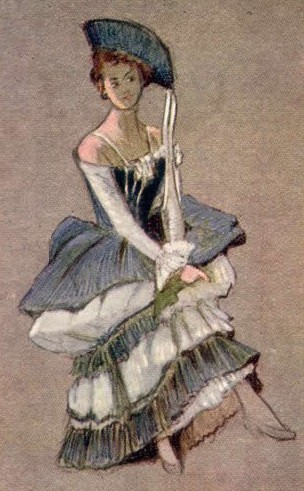
Kostümentwurf für Gianetta (The Gondoliers)

Eine Figurine (umfassender auch Model Sheet oder Charakterdesign genannt) ist ein gezeichneter oder modellierter Kostüm- oder Modeentwurf. Figurinen finden Anwendung in der Kostümbildnerei für Theater- oder Filmproduktionen und im Modedesign.
Im Comic und im Zeichentrickfilm dienen Figurinen als verbindliche Vorlagen für alle späteren Zeichnungen einer bestimmten Figur. Dabei werden vorab vollständig ausgearbeitete, oft auch kolorierte Beispielzeichnungen zu häufig wiederkehrenden Figuren angefertigt. Sie garantieren, dass die Figuren, die oft von mehreren Zeichnern gezeichnet werden, stets das gleiche Aussehen erhalten.